# Kenny Gaines
Kenneth James "Kenny" Gaines (Riverdale, Georgia, 28 de enero de 1994) es un jugador de baloncesto estadounidense que  pertenece a la plantilla del Latina Basket de la Serie A2 italiana. Mide 1,91 metros de altura, y juega en la posición de alero.

## Trayectoria deportiva
Es un jugador formado en Georgia Bulldogs que en su último año de universitario realizó unos promedios de 12.8 puntos y 2.9 rebotes por partido, que tras no ser drafteado en Draft de la NBA de 2016, firmó su primer contrato profesional con el Sharks d'Antibes de la Pro A.